# Некристов, Александр Юрьевич
Александр Юрьевич Некристов (род. 21 марта 1975, Ипатово, Ипатовский район, Ставропольский край, РСФСР, СССР) — российский государственный деятель, банкир. Бывший глава города-курорта Ессентуки.

## Биография
Родился 21 марта 1975 года в городе Ипатово Ставропольского края.
В 1997 году Александр Некристов окончил Ставропольский государственный технический университет, специальность — «Экономика и управление на транспорте», была присвоена квалификация «инженер-экономист».
В 1997—1998 годах проходил срочную службу в рядах Российской армии.
В августе 1998 года начал трудовую карьеру в отделении Северо-Кавказского банка Сбербанка России в должности старшего кассира. После повышения по службе поочерёдно занимал должности старшего кассира, старшего контролёра, начальника сектора кредитования. После перевода на работу в Пятигорское отделение Сбербанка России получил должность начальника отдела кредитования юридических лиц. 3 декабря 2008 года был назначен на должность первого заместителя управляющего Пятигорским отделением Сбербанка России.
С 7 апреля по 18 октября 2009 года Александр Некристов занимал должность заместителя управляющего по работе с корпоративными клиентами в акционерном коммерческом банке «Авангард».
С 21 октября 2009 года по 9 марта 2010 года занимал должность заместителя директора в ставропольском филиал ЗАО «МАКС».

### Политическая карьера
В 2010 году Александр Некристов перешёл на государственную службу. С 9 марта 2010 года по 3 июня 2011 года он руководил государственным унитарным предприятием «Управляющая компания инвестиционного и инновационного развития Ставропольского края».
В 2011 году перешёл на работу в администрацию города Ставрополь. 7 июня 2011 года назначен на пост руководителя комитета экономического развития администрации города Ставрополя.
23 апреля 2012 года был назначен исполняющим обязанности первого заместителя главы администрации города Ставрополя. 26 сентября 2012 года был назначен на должность постоянного заместителя главы администрации города Ставрополя. В этом качестве Некристов курировал вопросы экономической направленности, градостроительства, архитектуры, земельных отношений. В период его деятельности город Ставрополь стал обладателем национальной премии «Золотой Меркурий» в номинации «Лучший город с наиболее благоприятными условиями для предпринимательства», а в 2012 году город занял 12 место в «Топ 100 лучших городов России» по версии «Коммерсантъ», 13 место в рейтинге «Лучший город для бизнеса» по версии «РБК», а в 2014 году признан победителем всероссийского конкурса на звание «Самое благоустроенное городское поселение России», а также получил бронзовую награду  в номинации «Наиболее динамично развивающиеся города России».
13 июля 2015 года Александр Юрьевич Некристов был назначен на должность временно исполняющего обязанности главы города-курорта Ессентуки после того как свои полномочия в добровольном порядке сложила с себя бывшая глава города Лариса Писаренко. Сама Лариса Писаренко продолжила свою политическую карьеру и приняла участие в выборах в горсовет, которые прошли в сентябре 2015 года, по результатам выборов она осталась в его составе рядовым депутатом.
В ноябре 2015 года, после избрания полного состава городского совета Ессентуков V созыва, начался процесс проведения конкурса  на замещение должности главы города. На конкурс подали заявления четыре человека: Александр Некристов (который уже исполнял к тому времени полномочия главы города), а также депутат краевой думы от фракции ЛДПР Александр Сысоев, директор школы Владимир Гусев, военком Сергей Рудобаба. 10 ноября члены конкурсной комиссии изучили документы претендентов, а также провели проверку на предмет соответствия кандидатам предъявляемым требованиям. 13 ноября состоялось второе заседание конкурсной комиссии городского совета, где были отобраны кандидаты на пост градоначальника, во втором туре претенденты прошли тестирование, также каждый соискатель представил свою презентацию. Профессиональные качества кандидатов на пост главы города оценены по 10-балльной системе, комиссией составлены необходимые рекомендации для городского совета. В тот же день состоялось голосование членов городского совета Ессентуков. В поддержку Александра Некристова проголосовали 24 из 26 присутствовавших на заседании депутатов. После голосования Некристов выступил перед советом и пообещал, что "оправдает доверие и приложит все усилия, чтобы сделать жизнь города лучше". Основной конкурент Некристова на выборах, Александр Сысоев, назвал состоявшиеся выборы "формой назначения".

## Инциденты
В марте 2020 года, в период активного распространения COVID-19, мэр отправился в путешествие в один из европейских городов для того, чтобы отметить юбилей. Его поездка вызвала широкое возмущение общественников и жителей Ставропольского края, в результате чего Некристов был вынужден прервать свою поездку и вернуться обратно. Особенное возмущение вызвала фотография, которую опубликовал мэр, на которой его якобы проверяют на коронавирус.

## Награды
- Медаль «За заслуги перед Ставропольским краем» — За общепризнанные заслуги и достижения в области социально-экономического развития города Ставрополя[9].

## Личная жизнь
Женат. Воспитывает двоих детей.